# 세드릭 바워스
세드릭 제롬 바워스(Cedrick Jerome Bowers, 1978년 2월 10일 ~ )는 미국 프로야구 미네소타 트윈스의 선수이다.
1996년 탬파베이 데블레이스의 신인 드래프트 지명을 받았고, 2003년까지 탬파베이 산하 마이너 리그 팀에서 활동하였다.

## 일본 프로 야구 시절
2004년과 2005년 요코하마 베이스타스의 선수로 활동하였다. 2006년에는 도호쿠 라쿠텐 골든이글스 팀에서 활동하였으나 라쿠텐 시절에는 1군경기에 출전도 못하고 2군에 머물렀다.

## 한국 프로 야구 시절
2007년 제이콥 크루즈 선수와 함께 KBO 리그 한화 이글스에서 활동하였다. 총 28경기에 나와 11승 13패, 평균 자책 4.15를 기록하였으며, 한화 이글스 역대 외국인 투수 중 최초로 10승대를 올렸으나 한화 이글스가 마무리 보강을 위해 브래드 토머스를 영입하게 되어 재계약에 실패했다.

## 미국 프로 야구 시절
2008년 메이저 리그 콜로라도 로키스로 승격되었다. 방어율 13.50를 기록하고 10월 27일 계약이 만료되었으며 2009년 1월 29일 콜로라도 로키스와 재계약을 맺는다. 하지만 3월에 방출되고 필라델피아 필리스와 마이너 계약을 맺는다. 11월 9일 계약이 만료된다. 오클랜드 어슬레틱스와 마이너 계약을 맺었다. 메이저 리그 콜업을 받고 14번 등판 1패를 기록하면서 마이너 리그로 내려갔다.

## 통산기록

### 일본 프로 야구
| 년도 | 팀       | 평균자책 | 경기수 | 승 | 패 | 세 | 홀드 | 완투 | 완봉 | 이닝  | 피안타 | 피홈런 | 4사구 | 탈삼진 | 실점 | 자책점 |
| ---- | -------- | -------- | ------ | -- | -- | -- | ---- | ---- | ---- | ----- | ------ | ------ | ----- | ------ | ---- | ------ |
| 2004 | 요코하마 | 3.54     | 20     | 7  | 4  | 0  | 0    | 1    | 0    | 104.1 | 102    | 13     | 45    | 90     | 47   | 41     |
| 2005 | 요코하마 | 3.83     | 18     | 7  | 5  | 0  | 0    | 2    | 0    | 112.2 | 104    | 14     | 70    | 96     | 57   | 48     |
| 통산 | 2시즌    | 3.69     | 38     | 14 | 9  | 0  | 0    | 3    | 0    | 217.0 | 206    | 27     | 115   | 186    | 104  | 89     |

### 한국 프로 야구
| 년도 | 팀    | 평균자책 | 경기수 | 승 | 패 | 세 | 홀드 | 완투 | 완봉 | 이닝    | 피안타 | 피홈런 | 4사구 | 탈삼진 | 실점 | 자책점 |
| ---- | ----- | -------- | ------ | -- | -- | -- | ---- | ---- | ---- | ------- | ------ | ------ | ----- | ------ | ---- | ------ |
| 2007 | 한화  | 4.15     | 28     | 11 | 13 | 0  | 0    | 0    | 0    | 158 1/3 | 143    | 7      | 114   | 140    | 81   | 73     |
| 통산 | 1시즌 | 4.15     | 28     | 11 | 13 | 0  | 0    | 0    | 0    | 158 1/3 | 143    | 7      | 114   | 140    | 81   | 73     |